# ポッサム・ボーン

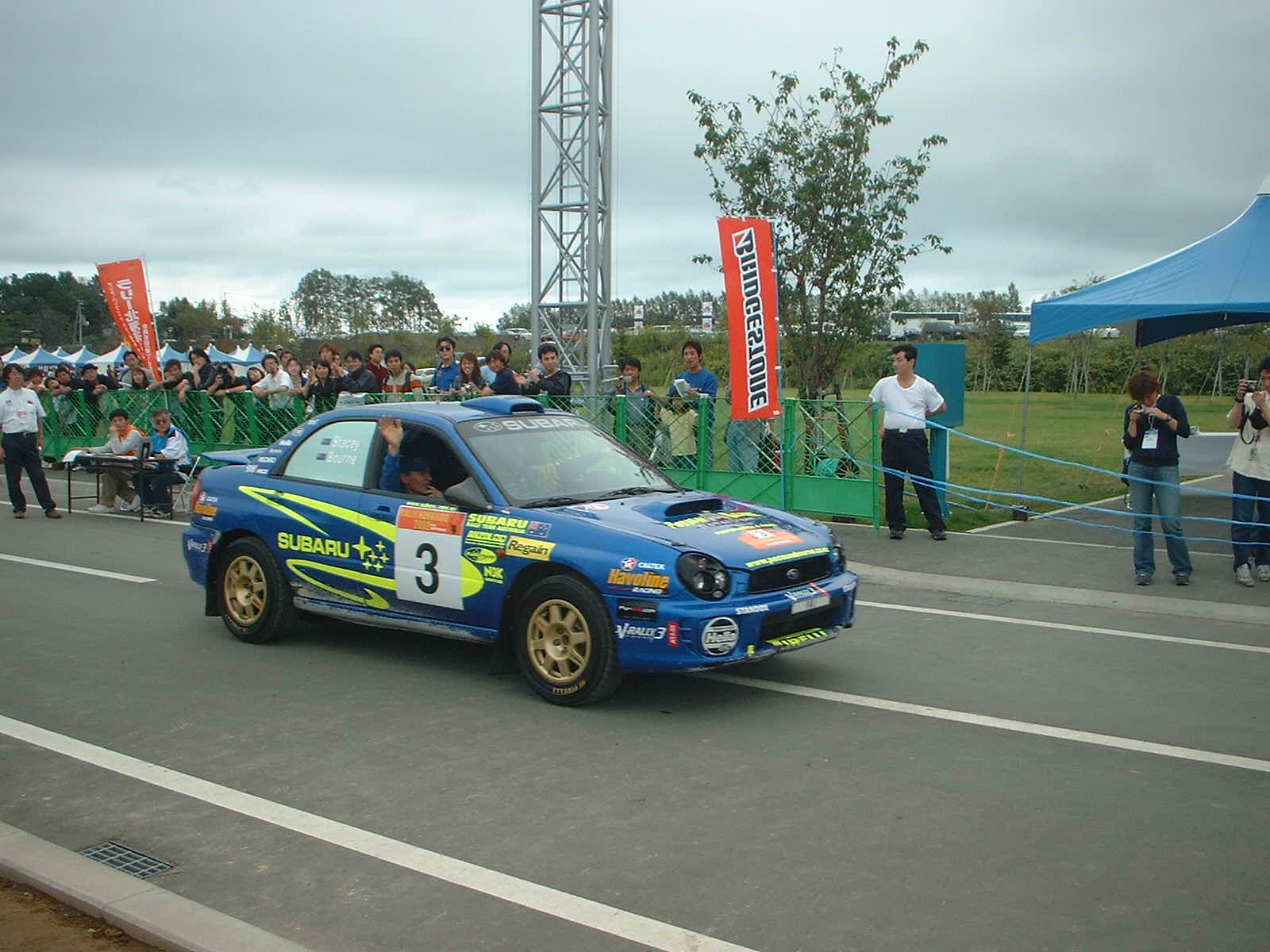
ボーンの運転するインプレッサGr.A
（ラリー北海道2002）

ピーター・レイモンド・ジョージ・"ポッサム"・ボーン（Peter Raymond George "Possum" Bourne, 1956年4月13日 - 2003年4月30日）は、ニュージーランド出身のラリードライバー。スバルのモータースポーツ活動に貢献したラリードライバーのひとり。

## 経歴
1979年にラリー初出場を果たし、その後ニュージーランド国内戦で腕を磨き頭角を現す。1983年にレオーネをドライブして同年のラリー・ニュージーランドでWRC初出場を果たし、14位を獲得。1984年、1985年のニュージーランドで共に8位に入賞して注目を集め、1986年から始まるスバルのサファリラリー挑戦の一員に加わる。1987年のニュージーランドで3位に入って一躍脚光を浴びる。
1993年から始まるスバルのアジアパシフィックラリー選手権（APRC）挑戦に際してワークスドライバーとして参戦。コドライバーのロジャー・フリースをラリー・オーストラリアでの事故で亡くしながらも、同年のドライバーズ・チャンピオンを獲得。1994年もAPRCを連続して制した。同年の香港・北京ラリーでは、総合優勝。2000年には再びAPRCチャンピオンとなる。
2002年9月に日本初の国際ラリーとして行なわれたAPRCラリー北海道でも、グループA仕様のインプレッサで総合優勝を果たしている。
2003年はプロダクションカー世界ラリー選手権（PCWRC）にスバルプロダクションラリーチーム（SPRT）のドライバーとして参戦し、新型インプレッサ・グループNで世界チャンピオンへの挑戦を行っていた。

## 事故
2003年4月18日、出場予定であったニュージーランドのヒルクライムイベント「レース・トゥ・ザ・スカイ」のコース視察中スバル・フォレスターを運転中に正面衝突の交通事故に遭い。頭部、胸部、両脚に複雑な負傷を負った。空輸で病院に搬送され、一時の深刻な状態は脱したものの、4月30日現地時間午前0時58分にニュージーランドの病院で息を引き取った。享年47歳。
事故の約1ヵ月後の5月6日に、ニュージーランド・オークランドシティより50kmほど南にあるポッサム・ボーン・モータースポーツの本拠地であるプケコヘのコミュニティーセンターでメモリアル・セレモニーが執り行われ、ともにインプレッサでプロダクション選手権を戦ってきた新井敏弘も参列した。
スピーチでは、ボーンの無名時代からの様々なエピソードなどが紹介され、彼の終始いかなる時にもスマイルを忘れない人柄を表したものとなった。セレモニー後半ではSUBARUラリーチーム・オーストラリアのメンバーによる彼とポッサム・ボーン・モータースポーツに対する賛歌や、彼のこれまでのラリー走行シーンを集めたビデオの上映もあり、お別れのセレモニーというよりも、これまでの彼の多大なる功績に対しての「Prizegiving」というものとなった。
7月のラリー北海道では、ボーンの遺族が見守る中、ボーンが連覇を目指してドライブするはずだったインプレッサを新井が乗り継ぎ、総合優勝を果たした。

## 人物
ニュージーランド、オーストラリアの国内ラリー選手権でもスバル車で活躍しており、特にオーストラリア選手権では1996年から2002年までの7年連続でチャンピオンを獲得。前人未到の大記録として、オーストラリアのモータースポーツ史に名を刻んだ人物である。
メモリアル・セレモニーでニュージーランドやオーストラリアのラリードライバーら約100人が各自のヘルメットを持参して整列していたのが、何より彼の分け隔てない幅広い交友関係を物語っていた。